# 남바치카구

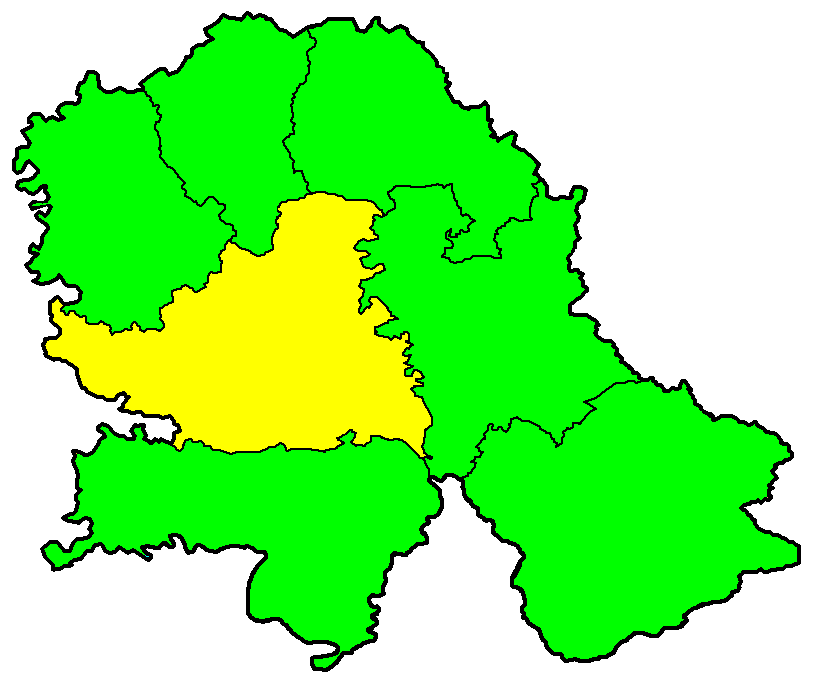
남바치카 구의 위치

남바치카구(세르비아어: Јужнобачки округ, Južnobački okrug, 크로아티아어: Južnobački okrug, 헝가리어: Dél-bácskai körzet, 슬로바키아어: Juhobáčsky okres, 루마니아어: Districtul Bacica de Sud, 루신어: Јужнобачки окрух)는 세르비아 북부에 위치한 구로 보이보디나 자치주 서부에 위치한다. 행정 중심지는 노비사드(보이보디나 자치주에서 가장 큰 도시이며 보이보디나 자치주의 주도이기도 함)이며 면적은 4,016km2, 인구는 593,666명(2002년 인구 조사 기준), 인구 밀도는 147.8명/km2이다. 서쪽으로는 크로아티아와 국경을 접한다.

## 지방 자치체

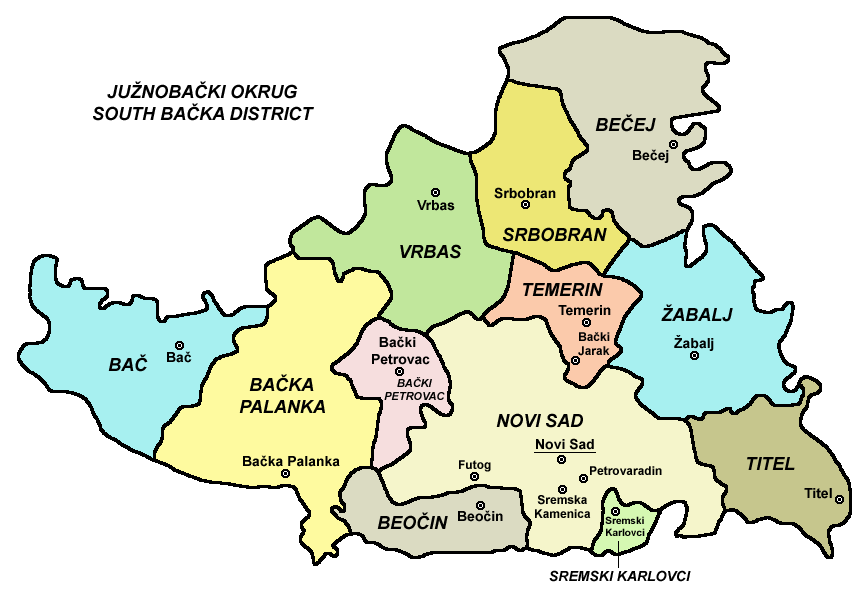
지방 자치체

1개 시와 2개 구, 11개 지방 자치체, 16개 군, 61개 마을을 관할한다.
- 스르보브란 (Srbobran)
- 바치 (Bač)
- 베체이 (Bečej, 헝가리어: Óbecse)
- 브르바스 (Vrbas)
- 바치카팔란카 (Bačka Palanka)
- 바치키페트로바츠 (Bački Petrovac, 슬로바키아어: Báčsky Petrovec)
- 자발 (Žabalj)
- 티텔 (Titel)
- 테메린 (Temerin)
- 베오친 (Beočin)
- 스렘스키카를로브치 (Sremski Karlovci)

노비사드 시는 2개 지방 자치체로 나뉜다.
- 노비사드 (Novi Sad)
- 페트로바라딘 (Petrovaradin)

## 인구

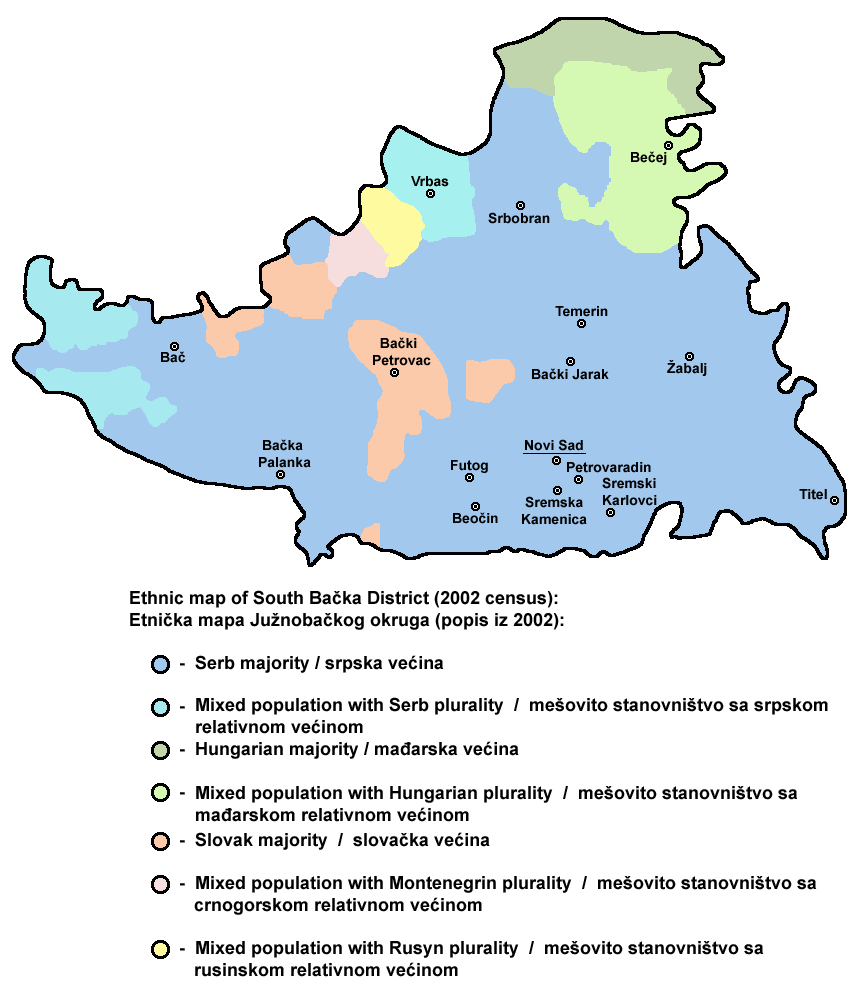
민족 분포 (2002년 인구 조사 기준)

인구와 민족 분포는 2002년 인구 조사를 기준으로 한다.
- 세르비아인 (71.98%)
- 헝가리인 (9.28%)
- 슬로바키아인 (4.65%)
- 유고슬라브인 (2.68%)
- 크로아티아인 (2.02%)
- 판노니아 루테니아인 (1.25%)
- 로마인 (1.01%)
- 그 외의 민족

| 연도  | 인구    | ±% p.a. |
| ----- | ------- | ------- |
| 1948  | 358,722 | —       |
| 1953  | 377,282 | +1.01%  |
| 1961  | 432,873 | +1.73%  |
| 1971  | 486,083 | +1.17%  |
| 1981  | 538,016 | +1.02%  |
| 1991  | 553,027 | +0.28%  |
| 2002  | 593,666 | +0.65%  |
| 2011  | 615,371 | +0.40%  |
| 출처: |         |         |

## 같이 보기
- 세르비아의 행정 구역